# Liste der denkmalgeschützten Objekte in Nußbach (Oberösterreich)
Die Liste der denkmalgeschützten Objekte in Nußbach enthält die 4 denkmalgeschützten, unbeweglichen Objekte der Gemeinde Nußbach im Bezirk Kirchdorf (Oberösterreich).

## Denkmäler
| Foto |                 | Denkmal                                                          | Standort                           | Beschreibung | Metadaten |
| ---- | --------------- | ---------------------------------------------------------------- | ---------------------------------- | --- | --- |
| ja   | Datei hochladen | Kath. Pfarrkirche hl. Leonhard HERIS-ID: 52437 Objekt-ID: 59221  | Kirchenplatz 1 Standort KG: Göritz | Die Kirche wurde schon 1366 urkundlich erwähnt und ist dem hl. Leonhard geweiht. Das einschiffige Langhaus hat ein vierjochiges Netzrippengewölbe. Der ebenfalls netzrippengewölbte Chor hat drei Joche, einen Dreiachtelschluss und ist gegenüber dem Langhaus eingezogen. Auf der Westseite des Langhauses befindet sich eine tiefe zweijochige, dreiachsige Empore mit Netzrippengewölbe und einer Maßwerkbrüstung. Der Turm steht an der Westseite und trägt einen Spitzhelm. Die Türen des Nordportals und der Sakristei werden von schönen gotischen Beschlägen getragen. Die Inneneinrichtung ist neugotisch. | BDA-Hist.: Q21856140 Status: § 2a Stand der BDA-Liste: 2025-06-30 Name: Kath. Pfarrkirche hl. Leonhard GstNr.: .70 Nußbach, Upper Austria   |
| ja   | Datei hochladen | Pfarrhof HERIS-ID: 88722 Objekt-ID: 103306                       | Leonhardiweg 2 Standort KG: Göritz | Der Pfarrhof ist mit 1778 bezeichnet. Die Felder zwischen den Faschen unter und über den vergitterten Fenster im Erdgeschoß sind mit Stuckverzierungen gefüllt. Über dem Eingang befindet sich ein reizvolles Oberlichtgitter. | BDA-Hist.: Q37727465 Status: § 2a Stand der BDA-Liste: 2025-06-30 Name: Pfarrhof GstNr.: .71/1 Nußbach, Upper Austria                       |
| BW   | Datei hochladen | Wohnhaus, ehem. Forsthaus HERIS-ID: 88729seit 2025               | Windhag 1 Standort KG: Göritz      | | BDA-Hist.: Q135183757 Status: Bescheid Stand der BDA-Liste: 2025-06-30 Name: Wohnhaus, ehem. Forsthaus GstNr.: .104                         |
| ja   | Datei hochladen | Bauernhof, Gasthaus Forstner HERIS-ID: 38334 Objekt-ID: 37871    | Natzberg 21 Standort KG: Mandorf   | Das ehemalige Gasthaus Forster (bezeichnet 1750) ist auf der Schauseite reich mit zartem Stuck verziert. | BDA-Hist.: Q37980589 Status: Bescheid Stand der BDA-Liste: 2025-06-30 Name: Bauernhof, Gasthaus Forstner GstNr.: .60 Nußbach, Upper Austria |
| ja   | Datei hochladen | Hausstock Kiliangut zu Oberndorf HERIS-ID: 11336 Objekt-ID: 7421 | Wimberg 57 Standort KG: Dauersdorf | Die Fenster auf der Schauseite im Obergeschoß des Kiliangutes (bezeichnet 1740) sind mit Stuck eingefasst. | BDA-Hist.: Q38097249 Status: Bescheid Stand der BDA-Liste: 2025-06-30 Name: Hausstock Kiliangut zu Oberndorf GstNr.: .333                   |